# Matilda's Fling
Matilda's Fling è un cortometraggio muto del 1915 diretto da Will Louis. Prodotto dalla Edison Company che lo distribuì attraverso la General Film Company, il film aveva come interpreti Jessie Stevens, John Sturgeon, Raymond McKee, Jean Dumar.

## Produzione
Il film fu prodotto dalla Edison Company.

## Distribuzione
Distribuito dalla General Film Company, il film - un cortometraggio in una bobina - uscì nelle sale cinematografiche statunitensi il 28 agosto 1915.